# Massa e Cozzile
Massa e Cozzile – miejscowość i gmina we Włoszech, w regionie Toskania, w prowincji Pistoia.
Według danych na rok 2004 gminę zamieszkiwało 7198 osób, 449,9 os./km².